# Silbersee (Neuss)
Der Silbersee ist ein Stillgewässer in einer ehemaligen Kiesgrube linksseitig des Rheins und östlich der Bundesautobahn 57 zwischen Neuss und Dormagen. Er ist bei Anglern beliebt. Es gibt Altlasten von Arsen. Das Areal rund um den Silbersee ist wichtig für die Gewerbeentwicklung von Dormagen, nordwestlich liegt die Aluminiumhütte von Norsk Hydro.